# Liste der Feste und Feiertage im Römischen Reich

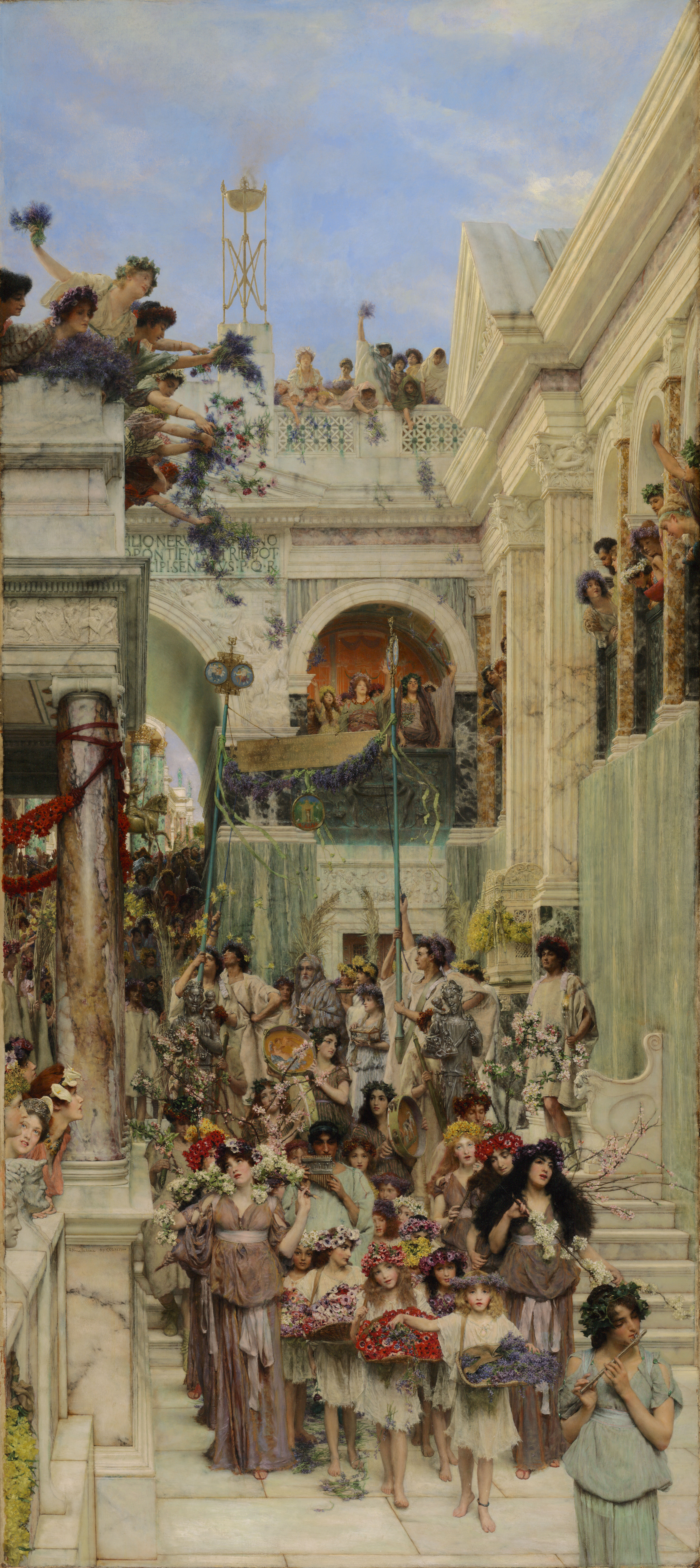
Religiöse Festlichkeit im antiken Rom, Historiengemälde von Lawrence Alma-Tadema

Die Festkultur des Römischen Reichs umfasst religiöse Feiertage, Wettkämpfe und politische Veranstaltungen (siehe auch: Feriae). Die wichtigsten Fest- beziehungsweise religiösen Tage waren die Saturnalien, Bacchanalien, Lupercalien und die Bona-Dea-Rituale.
Die Liste ist chronologisch strukturiert. Einige dieser Feiertage waren in bestimmten Epochen etabliert. Das Erstdatum wird möglichst erwähnt.

## Ianuarius

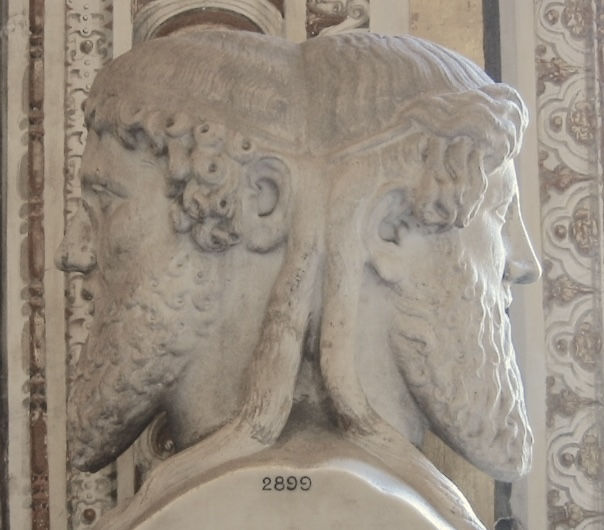
Janus-Statue

- 01. Januar – Dienstantritt der im Dezember gewählten Konsuln (ab 153 v. Chr.)
- 03. Januar – Friedensfest
- 09. Januar – Agonium, zu Ehren von Janus
- 11. Januar – Carmentalia, zu Ehren von Carmenta
- 15. Januar – Carmentalia
- 24. Januar – Sementivae, zu Ehren von Ceres und Terra Mater

## Februarius
(Februar)

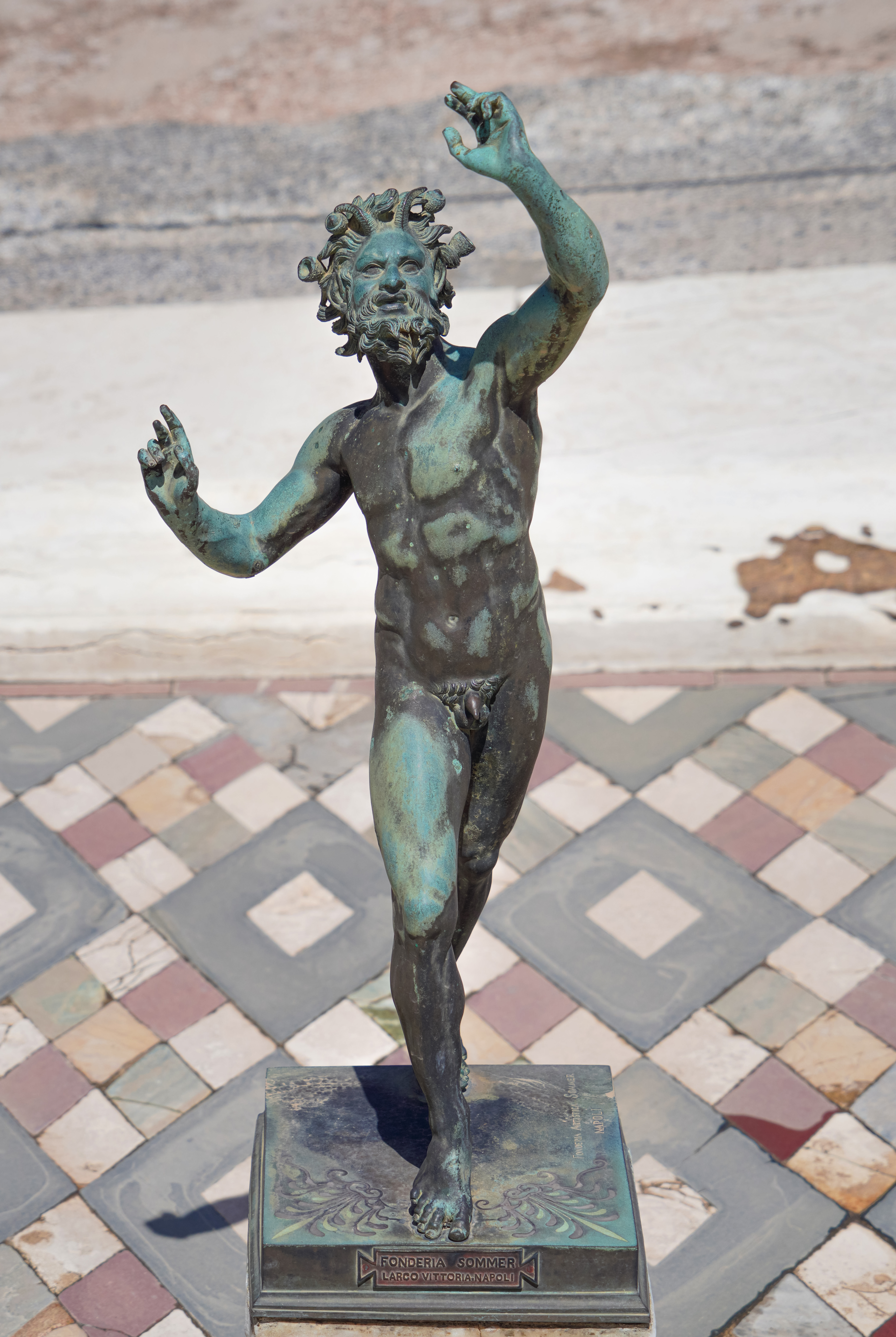
Faun-Skulptur

- 13. Februar bis 21. Februar – Parentalia, zu Ehren der verstorbenen Ahnen
- 15. Februar – Lupercalien, zu Ehren von Lupercus = Faunus
- 17. Februar – Quirinalia, zu Ehren von Quirinus (Stultorum feriae)
- 21. Februar – Feralia, zu Ehren der Di Manes (Ende der Parentalia, „Tacita“)
- 22. Februar – Caristia, ein verwandtschaftliches Aussöhnungsfest
- 23. Februar – Terminalia, zu Ehren von Terminus
- 24. Februar – Regifugium
- 27. Februar – Equirria (Ecurria) zu Ehren von Mars

## Martius

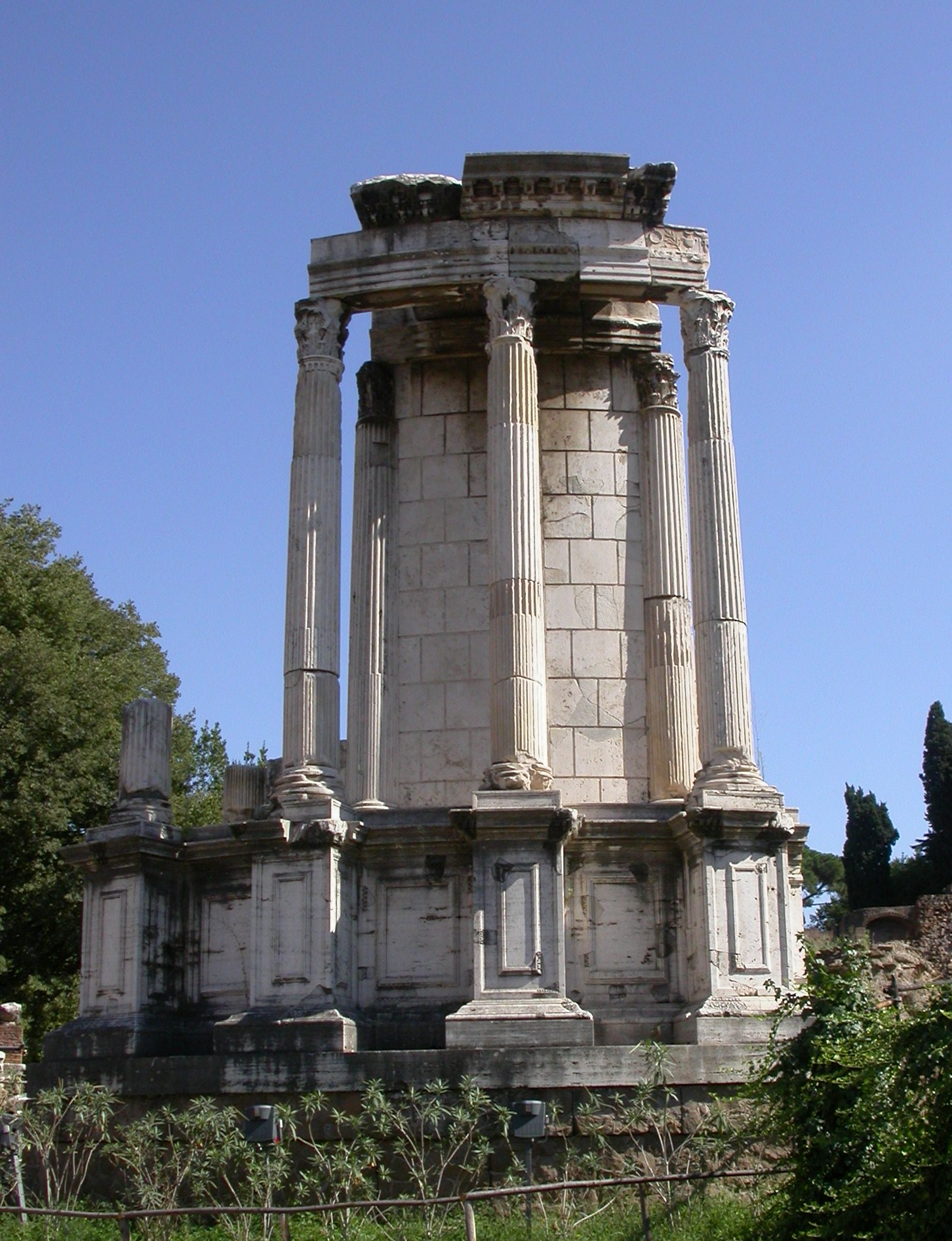
Reste des Tempels der Vesta auf dem Forum Romanum

- März – Dienstantritt der Konsuln an den Iden des März (Drittes Jahrhundert v. Chr.)
- 01. März –
  - Römisches Neujahrsfest
  - Matronalien (Mamuralia), zu Ehren von Juno
  - Feriae Martis, zu Ehren von Mars
  - Erneuerung der heiligen Flamme von Rom (siehe Vesta)
- 05. März – Navigium Isidis, zu Ehren der Isis und Beginn der Seeschifffahrt
- 15. März – Feriae Annae Perennae
- 17. März – Agonium Martiale, zu Ehren von Mars
- 17. März – Liberalia (Fest), zu Ehren von Liber
- 19. März bis 23. März – Quinquatrus/Quinquatria (maiores), zu Ehren von Mars
- 22. März bis 24. März – QRCF (Quando Rex Comitiavit Fas) (ab etwa 450 v. Chr.)
- 30. März – Feiertag der Salus

## Aprilis

Die Geburt der Venus (1485), Sandro Botticelli; nach dem Auftraggeber des Bildes auch Venus Medici genannt

- 01. April: Veneralien, zu Ehren von Venus
- 04. – 11. April: Ludi Megalenses, zu Ehren von Magna Mater
- 12. – 19. April: Ludi Cereris, Spiele zu Ehren von Ceres (seit 202 v. Chr.), vorher als Cerialia
- 15. April: Fordicidien, zu Ehren von Tellus
- 21. April: Parilia, zu Ehren von Pales
- 23. April: Vinalia Priora, zu Ehren von Jupiter
- 25. April: Robigalia, zu Ehren von Robigus, mit Wettlauf
- 28. April – 4. Mai: Floralia

## Maius

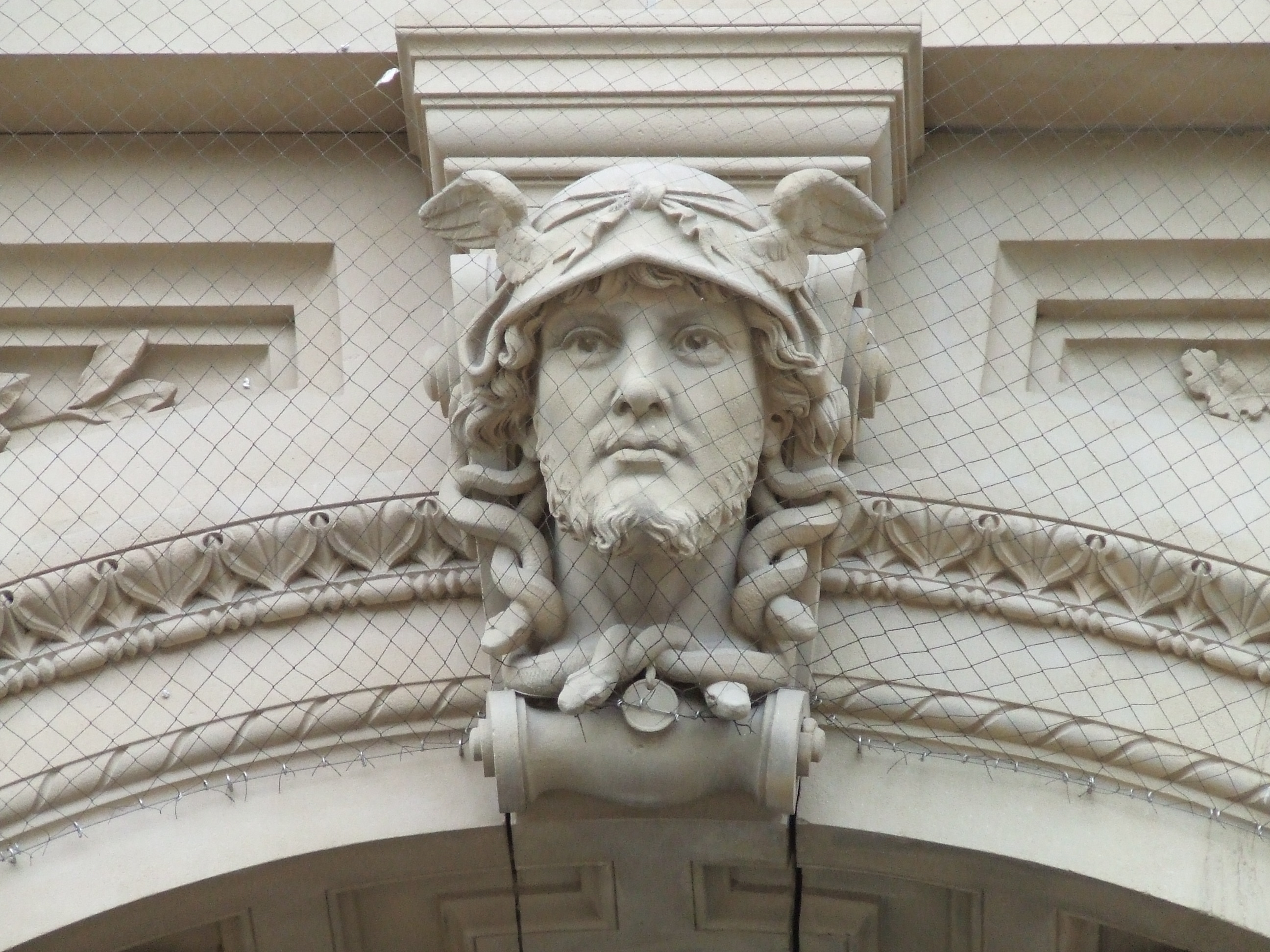
Abbildung des Mercurius am Mainzer Hauptbahnhof

- 01. Mai – Feiertag der Bona Dea/Maia
- 03. Mai – Ludi Florales (Floralia), Spiele zu Ehren von Flora
- 09. Mai, 11. Mai, 13. Mai – Lemuria, zu Ehren der Larvae (Lemures)
- 11. Mai – Rosalia, römisches Totengedenkfest, meist am 11. Mai, teils auch im Juni oder bis Mitte Juli gefeiert
- 15. Mai – Mercuralia, zu Ehren von Mercurius und Maia
- 21. Mai – Agonalia/Agonium, zu Ehren von Veiovis
- 22. Mai bis 24. Mai – QRCF (Quando Rex Comitiavit Fas) (ab etwa 450 v. Chr.)

## Iunius

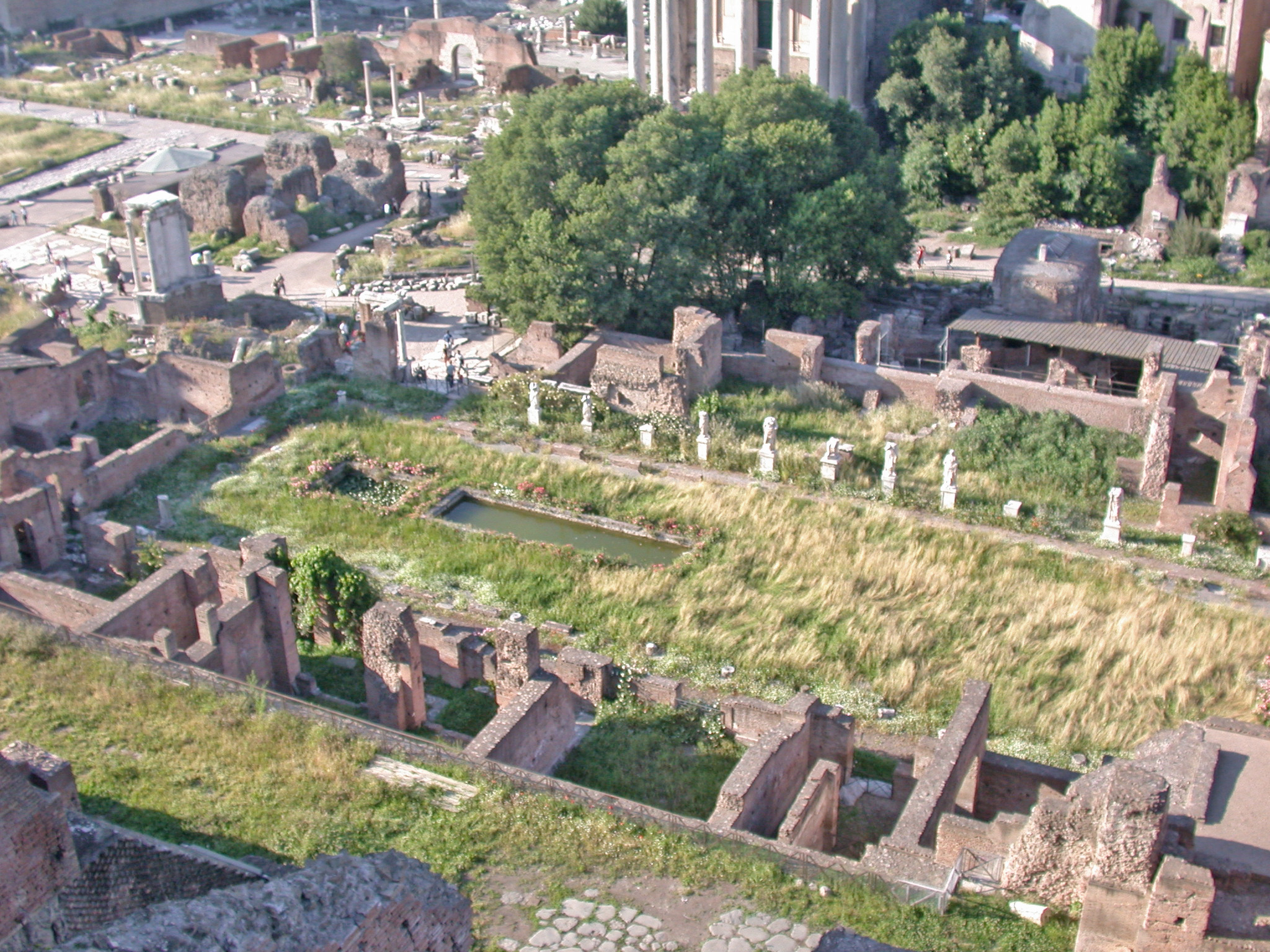
Haus der Vestalinnen

- 01. Juni – Carnaria, zu Ehren von Carna
- 03. Juni – Feiertag zu Ehren von Bellona
- 07. Juni – Ludi Piscatores
- 09. Juni – Vestalia/Vacuna, zu Ehren von Vesta
- 11. Juni – Matr(on)alia, zu Ehren von Mater Matuta
- 13. Juni – Quinquatrus Minusculae
- 15. Juni – Q.ST.D.F. Quando Stercum Delatum Fas, zu Ehren von Vesta
- 20. Juni – Feiertag zu Ehren von Summanus
- 23. Juni – Tag des bösen Omens: Jahrestag der Schlacht am Trasimenischen See, (römische Niederlage durch Hannibal)
- 25. Juni – Fest der Fors fortuna
- 29. Juni – Weihefest des Quirinustempels, zu Ehren von Augustus (ab 16 v. Chr.)

## Iulius

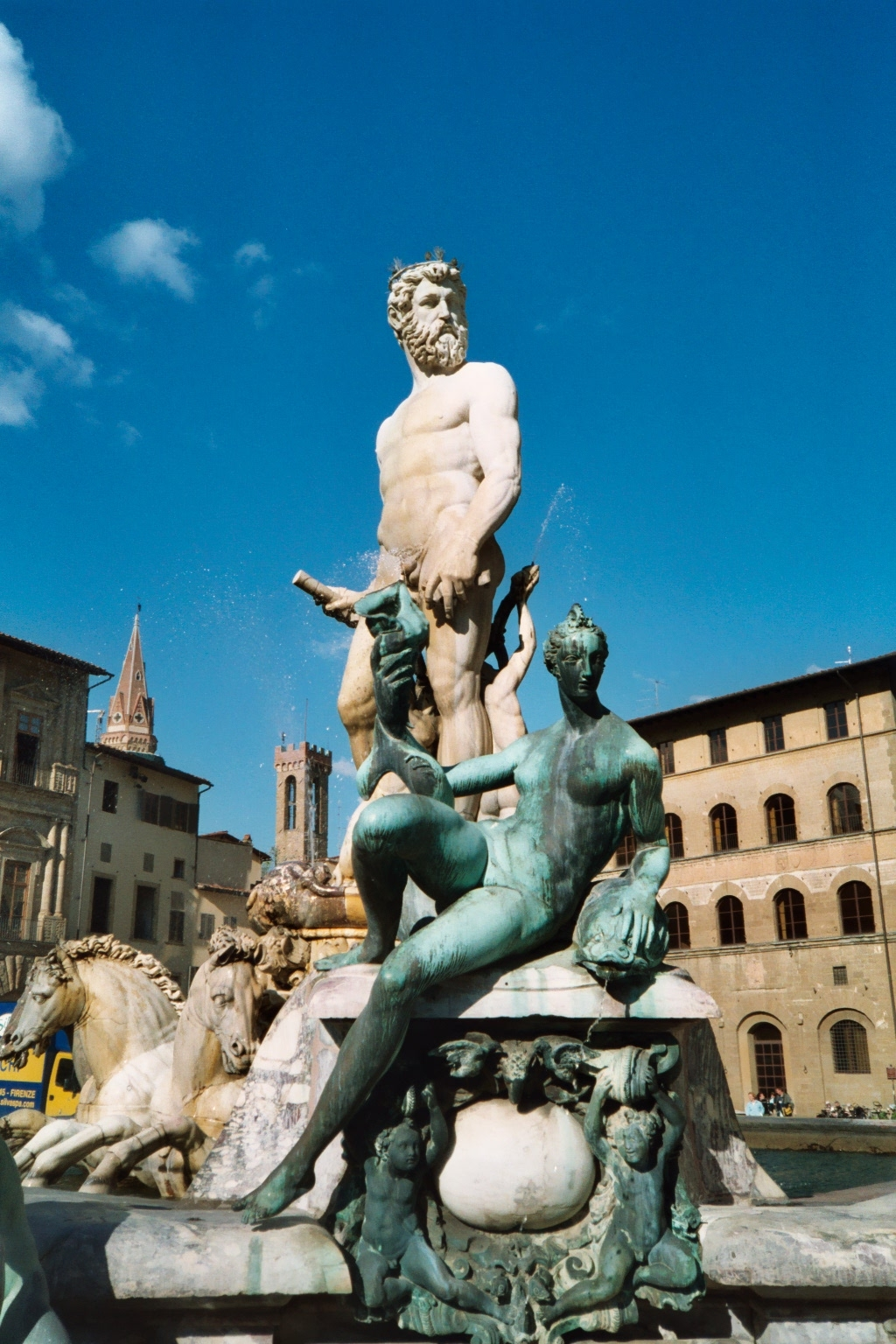
Neptunbrunnen in Florenz

- 04. Juli – Stiftungstag der Ara Pacis des Augustus
- 05. Juli – Poplifugia, Fest zu Ehren Jupiters (?)
- 06. Juli bis 13. Juli – Ludi Apollinares, Spiele zu Ehren von Apollo (seit 208 v. Chr.)
- 07. Juli – Nonae Capratinae
- 18. Juli – Tag des bösen Omens: Niederlage an der Allia (390 v. Chr.), Zerstörung Roms durch die Gallier
- 19. Juli, 21. Juli – Lucarien
- 23. Juli – Neptunalia zu Ehren von Neptun
- 25. Juli – Furrinalia zu Ehren von Furrina

## Augustus

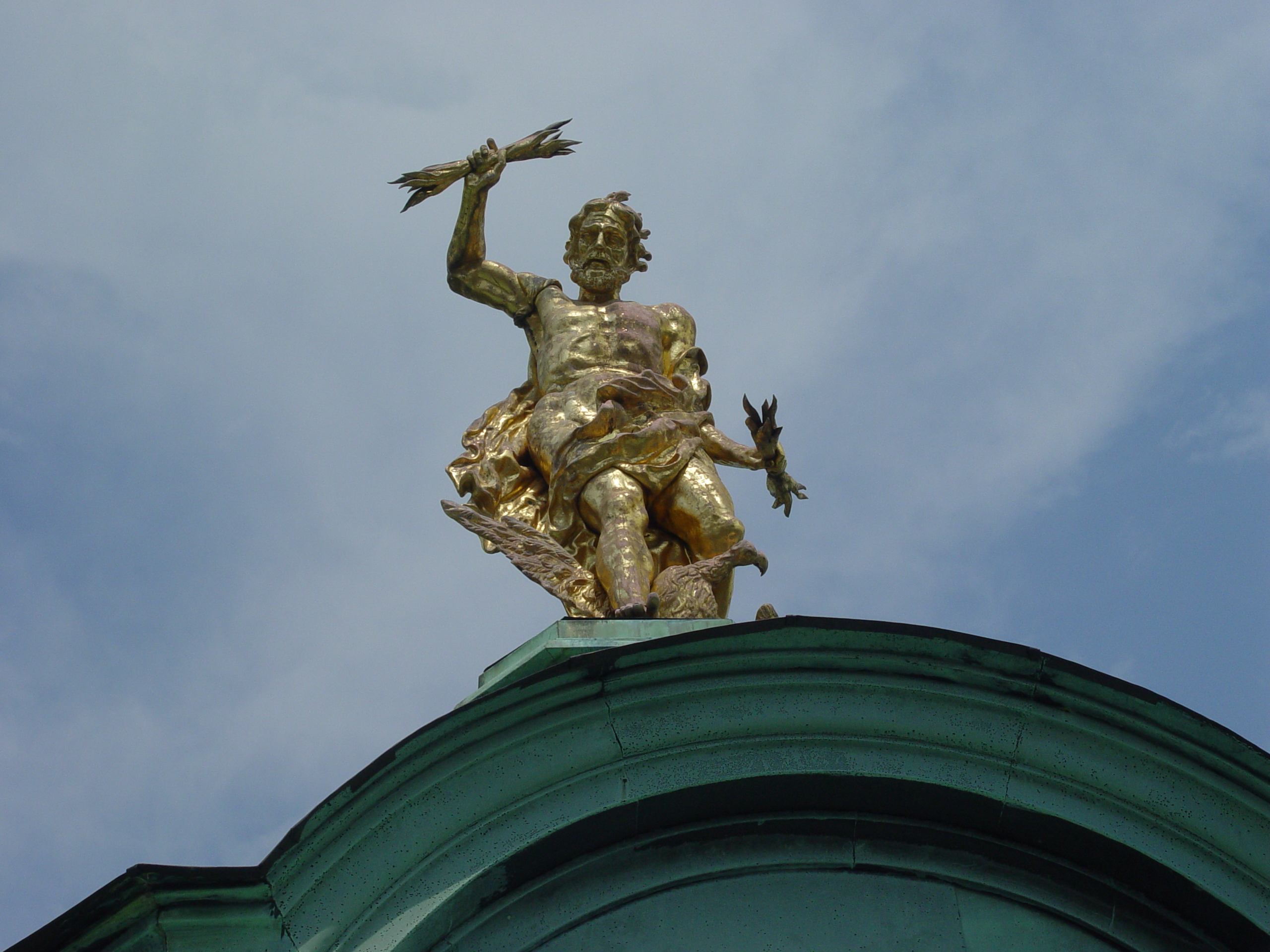
Jupiter auf dem Dach des Rastatter Schlosses, Blitze werfend in Richtung Straßburg

- 01. August – Einnahme Alexandrias, zu Ehren Caesars
- 02. August – Sieg über Pharnakes II., zu Ehren Caesars
- 09. August – Sieg bei Pharsalus, zu Ehren Caesars
- 10. August – Feiertag zu Ehren von Ops
- 13. August – Vertumnalia zu Ehren von Vertumnus
- 17. August – Portunalia zu Ehren von Portunus
- 19. August – Vinalia Rustica zu Ehren von Jupiter
- 21. August – Ludi Consualia, Spiele und Wettrennen zu Ehren von Consus
- 23. August – Vulcanalia, zu Ehren von Vulcanus
- 25. August – Opiconsivia, zu Ehren von Ops
- 27. August – Volturnalia, zu Ehren von Volturnus

## September
- 02. September – Sieg bei Actium, zu Ehren von Augustus. Der Feiertag wurde von Caligula wieder abgeschafft.
- 04. September bis 19. September – Ludi Romani, Spiele für das römische Volk, durch die Ädile organisiert (seit 366 v. Chr.)
- 15. September – Feier der Verschwörungsaufdeckung
- 21. September – Consualia I, zu Ehren von Consus

## October

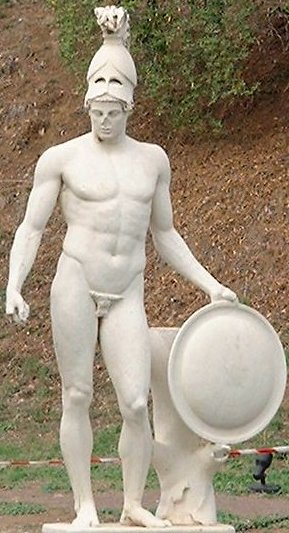
Marsstatue aus der Villa Hadriana

- 06. Oktober – Tag des bösen Omens: Jahrestag der Schlacht bei Arausio (105 v. Chr.)
- 11. Oktober – Meditrinalia, Fest der ersten Verkostung und Libation des neuen Mostes
- 13. Oktober – Fontinalia, Fest des Fontus
- 15. Oktober – Equirria, Pferderennen des „equus October“ auf dem Marsfeld
- 19. Oktober – Armilustrium zu Ehren von Mars

## November
- 03. November – Inventio Osiridis („Auffindung des Osiris“), im Rahmen des römisch-hellenistischen Isiskultes
- 04. November bis 17. November – Ludi Plebii, Spiele für das Volk Roms durch die Ädile (seit 216 v. Chr.)
- 13. November – Iovis epulum
- 15. November – Feiertag zu Ehren von Feronia
- 24. November – Beginn der Brumalien, von Romulus eingesetzte 30-tägige Festzeit zu Ehren des Bacchus

## December
- 04. Dezember – Bona-Dea-Rituale, ausschließlich für Frauen
- 05. Dezember – Faunalia, zu Ehren von Faunus
- 11. Dezember – Agonium Indigeti, zu Ehren von Sol Indiges
- 11. Dezember – Septimontium, Fest der Bewohner der sieben Hügel Roms (septem montes)
- 15. Dezember – Consualia II, zu Ehren von Consus
- 17. Dezember – Saturnalien zu Ehren Saturns (offizieller Feiertag erst ab 45 v. Chr.)
- 19. Dezember – Opalia zu Ehren von Ops
- 21. Dezember – Divalia oder Angeronalia zu Ehren von Angerona
- 23. Dezember – Larentalia, zu Ehren von Acca Larentia
- 25. Dezember – Dies Natalis Invicti zu Ehren von Sol Invictus
- 30. Dezember – 1. Januar – Compitalien zu Ehren der Laren